# Partido Autonomista de Buenos Aires
El Partido Autonomista de Buenos Aires o Partido Autonomista Nacional (línea autonomista) fue un partido político argentino, de la Provincia de Buenos Aires, que se desprendió del Partido Autonomista luego del acuerdo entre mitristas y el Partido Autonomista Nacional. Su idea principal era continuar el legado del anterior partido siguiendo las banderas en defensa a la autonomía de la provincia de Buenos Aires frente a la hegemonía de un gobierno central y en oposición a la Federalización de Buenos Aires para constituirla en capital federal de la Nación. Se fundó en 1878 por Domingo Faustino Sarmiento como contracara del PAN del entonces presidente Nicolás Avellaneda y tuvo como principal figura a Carlos Tejedor. Fue disuelto en 1880 luego de la derrota de la provincia tras la revolución de aquel año que culminó con la renuncia de Tejedor a la gobernación.

## Antecedentes
Luego del acuerdo entre Avellaneda y Alsina en conformar un gran espacio político, denominado Partido Autonomista Nacional, en cual se encontraban además de los partidos fusionados, la Liga de Gobernadores; el partido del líder autonomista decidió seguir actuando de manera totalmente independiente en algunas provincias, tales como, Corrientes y principalmente Buenos Aires.

## Historia
Un 29 de diciembre de 1877 fallecía Adolfo Alsina, esto significaba para el país entero una pérdida difícil de reparar. Las provincias, en donde confiaban en su limpia trayectoria y en las cuales contaba con un amplio apoyo, habían perdido a su principal candidato presidencial. Aquel Partido Autonomista, que todavía seguía rigiendo en algunas provincias, perdía a su jefe indiscutido. Pronto y provisoriamente asumió Carlos Tejedor como nuevo jefe de un nuevo partido autonomista.
Disuelto el Partido Republicano, tanto sus integrantes como los partidos provinciales que habían apoyado a Avellaneda en su campaña presidencial, comenzaron con entusiasmo los trabajos tendientes para formar un partido nacional, basado fundamentalmente en el autonomismo (tanto bonaerense como provincial), la libertad y pureza del sufragio. Sarmiento, que vislumbraba la posibilidad de ser electo nuevamente presidente de la nación, se integró y encabezó una comisión creada para redactar el programa del nuevo partido.
El 15 de septiembre se reunió una asamblea en el teatro Variedades a la que concurrieron todas las fracciones externas del autonomismo, incluso los miembros del disuelto partido republicano. En ese instante se concretó la unificación del partido autonomista nombrándose una comisión organizadora de la que se destacaban los nombres de Alem, del Valle, Gainza, Pellegrini, Luis Sáenz Peña, Wilde, Casares, Mariano Varela, Rocha, Bernabé Demaría, Julio Campos y Sarmiento, quien fue electo presidente de la comisión nacional y Antonino Cambaceres y Dardo Rocha, presidente y vicepresidente, respectivamente, de la comisión provincial.

"Este era el nuevo partido autonomista que sucedió a la agrupación fundada por Adolfo Alsina. Congregó en su seno a hombres eminentes que venían de distinta tradición política; la mayoría eran contrarios a la política de conciliación y todos tomaban una posición común para luchar unidos en la próxima elección de presidente” .
El Nacional y El Porteño, 15 de septiembre de 1878

Tras la finalización de la asamblea partidaria, Sarmiento envió una circular a las organizaciones de las provincias en la que les proponía organizarse bajo la dirección del autonomismo de Buenos Aires y hacía con ese fin una declaración de propósitos a modo de programa.

"En todas las provincias argentinas, existen en estos momentos vuelcos poderosos a la opinión, que se encuentran animados de las mismas ideas que sostiene el partido autonomista de Buenos Aires. Esas agrupaciones tienen sus razones lógicas de ser, dada la naturaleza del sistema de gobierno que hemos adoptado. Las provincias, como entidades soberanas, necesitan defender sus autonomías y sus prerrogativas, para que la carta federal sea una realidad en el ejercicio de la vida política"..."El partido autonomista de Buenos Aires cree que ha llegado el momento de unir en un propósito común, a todos los hombres que en la república profesan sus ideas, y con este objeto se presenta en la nación, iniciando la unión de todos los partidos constituidos bajo idénticas bases políticas, a fin de reorganizar el gran Partido Autonomista Nacional y a fin de que las cuestiones nacionales sean resucitas por el voto tranquilo de la mayoría legal, manifestado por los órganos de los representantes legítimos de la opinión del pueblo argentino".
El Nacional y El Porteño, 16 de septiembre de 1878

Luego de la muerte de Alsina, el presidente Avellaneda encontró en el joven general Julio Argentino Roca su continuidad política, debido a su éxito en la Conquista del Desierto que incorporó miles de tierras fértiles incrementando la economía nacional, y su atracción en la juventud, el cual encarnaba un sentimiento provinciano y una renovación liberal; lo que hizo que se inclinara con fervor por aquel hombre generando como contrapartida su abandono a la "Conciliación", que nunca había sido bien recibida en el interior, por lo que buscó ese apoyo en las provincias. Roca ante tal apoyo comenzó a conducir con extrema tenacidad y habilidad su candidatura, incluso proponiendo dar un paso al costado para evitar una lucha comicial ante Tejedor sugiriendo a Sarmiento como "Candidato de transición"; pero la respuesta del gobernador de Buenos Aires y nuevo líder autonomista fue intransigente, no admitía otra candidatura que la suya.
La tensión política se había agravado. Estaba en juego la autoridad del presidente y la autonomía de la provincia de Buenos Aires, además de la cuestión de la capital de la república y las candidaturas presidenciales. Roca no contaba con apoyo en Buenos Aires; los estancieros y comerciantes, profesionales y la clase dirigente, preferían a un tradicional caudillo: Carlos Tejedor. Es por ello que el autonomismo porteño se enfrentó al candidato en avance del Partido Autonomista Nacional, llevando adelante el enfrentamiento a través de la prensa, las calles y en disputa por las urnas. Pero frente a la derrota electoral, y a lo que consideraba un avasallamiento de las libertades porteñas, Tejedor encabezó una revolución que se convirtió a la vez en la última de las grandes rebeliones provinciales.
Finalizó luego de que Mitre aconsejara al gobernador a poner término a la lucha e iniciara negociaciones con el presidente. A ello se le sumó la mediación entre los bandos combatientes, que consiguió traer la paz; dejando a Tejedor en soledad llevándolo a renunciar a la gobernación, terminando así su vida política. 
El general José María Bustillo es elegido como interventor el cual llamó a elecciones en las cuales se eligió una legislatura que unánimemente apoyaba la política del presidente. Avellaneda pensó que era la oportunidad perfecta de resolver definitivamente el problema de la capital que perturbó, desde la época de Rivadavia, la organización del país. El Congreso finalmente vota la ley declarando a Buenos Aires capital de la nación y tras la aceptación de la provincia, la República Argentina logró adquirir de una vez por todas, una capital propia.